# Шноре, Рауль
Рауль Эдмунд Шноре (латыш. Rauls Edmunds Šnore, 19 марта 1901 года, Рига — 24 февраля 1962 года, там же) — латвийский археолог и нумизмат, директор Рижского городского исторического музея (1936—1941).

## Биография
Родился 19 марта 1901 года в Риге в многодетной семье капитана дальнего плавания и исследователя Петериса Шноре (1860—1928). Под началом его отца в 1887 году построенная в Лифляндии трёхмачтовая шхуна «Рота» отправилась в Ла-Плату и стала таким образом первым кораблём под началом латыша, пересекшим экватор. Петерис Шноре был математиком и астрономом, знал 10 языков, составил на латышском и английском языках «Лексикон телеграмм для моряков (Тelegraphic Code)».
Учился в коммерческой школе Вилиса Олава (1908—1911) и Рижской Александровской гимназии (1911—1915). Во время Первой мировой войны он с родителями эвакуировался на Дальний Восток России, где учился в реальном училище в Николаевске-на-Амуре (1915—1919). Подрабатывал в рыбацких артелях на острове Сахалин. Во время Гражданской войны в России вступил в Имантский полк латышских красных стрелков (1919—1920).
Вернувшись на родину, работал чиновником в Министерстве образования, а затем в Министерстве внутренних дел (1920—1923). Одновременно он изучал архитектуру в Латвийском университете (1920—1922), затем перешёл на исторический факультет (1922—1932), участвовал в археологических экспедициях и руководил раскопками в Сабиле, Макшени, Виляке, Малпилсе, Добеле. В 1929 году участвовал в раскопках в Швеции.
26 декабря 1928 года в рижской Мариинской церкви состоялось его венчание с однокурсницей Эльвирой Вилциней.
В 1928 году с супругой уехал в Краславу, где оба работали учителями в Краславской гимназии до 1930 года. Рауль преподавал латынь, русский язык, историю и психологию. Затем семья вернулась в Ригу, где Шноре получил место субассистента на филологическом и философском факультете Латвийского университета (1930—1931). Одновременно он работал помощником архивариуса в Государственном историческом музее (1930—1932), препаратором (1932—1933). Стажировался в Балтийском институте в Стокгольме (1931), в Уппсале, на острове Висбю. В 1933 году он получил стипендию К. Морберга и отправился стажироваться по археологии и нумизматике в Лондоне, Оксфорде, Кембридже.
В 1934—1935 годах Шноре — старший инспектор Управления по охране памятников, в 1935—1936 гг. — заведующий Рижским городским монетным хранилищем.
В 1936 году его назначили директором Рижского городского исторического музея, на этой должности Шноре работал до 1941 года. В 1938 году он организовал выставку древностей. Стажировался в Гамбурге, знакомясь с археологическими раскопками в Германии, работой музеев в Берлине и Гамбурге, участвовал в VI Международном конгрессе археологов в Берлине (1939).
Шноре составил доисторическую карту Латвии и обзор проведённых в 1918-1938 гг. археологических исследований в Латвии. Изучал металлические деньги древности на территории Латвии, писал о латвийских монетах и серебряной чеканке.
В 1938-1939 годах он руководил группой археологов, которые вели раскопки в Старой Риге и обнаружили останки древнего судна, так называемого Рижского корабля, затонувшего недалеко от левого берега речки Ридзене, примерно на 6,5 м ниже нынешнего уровня улиц. Под его руководством были открыты древние Рижский порт и поселения, существовавшие задолго до прихода крестоносцев в XIII веке.
В 1939 году его вместе с Герхардом Бреманисом назначили ликвидатором ранее созданного Рижского общества исследователей истории и древности.
В 1939 году во время репатриации балтийских немцев Шноре руководил комиссией по перенятию коллекции исторических предметов Дома Черноголовых.
Во время Второй мировой войны, после немецкой оккупации Латвии в июле 1941 года, Рауля Шноре сняли с должности директора музея как латышского националиста, а 1 января 1942 года он был переведен руководителем отдела в Цесисское отделение Центрального исторического музея.
В 1942 г. Шноре изучал исторический курган Кална Кунчи в Приекульской волости, в 1943 г. — Ракступитский могильник в Драбешской волости. Он пополнил фонды Цесисского историко-художественного музея. С октября 1942 г. по июль 1943 г. он преподавал латынь в Цесисской гимназии. Спас от вывоза в Германию фонды Цесисского историко-художественного музея, которая после долгих задержек была депонирована в подвалах Центрального исторического музея. Чтобы уберечь Шноре от наказания за это, директор музея Валдемар Гинтерс командировал сотрудника в Вентспилсское отделение музея. В начале 1945 года немецкая военная жандармерия арестовала Шноре за пребывание в Курляндии без разрешения и уклонение от трудовой повинности, он был заключён в следственную тюрьму в Либаве, откуда был освобождён только в самом конце войны.
8 мая 1945 г. пытался бежать из Вентспилса в Швецию на буксире «Рота», но был задержан советским военным кораблём. Вернулся на пост директора Государственного исторического музея Латвийской ССР. 4 января 1946 г. был арестован за сокрытие реликвий независимой Латвии, осужден военным трибуналом за измену Родине и выслан отбывать 10-летний срок в исправительный лагерь на территории России.
25 января 1955 г. Верховным судом Мордовской АССР освобожден от отбывания наказания как неизлечимо больной, ему было разрешено вернуться в Латвию. После возвращения на родину продолжил работу по специальности, выступал с научно-популярными статьями, в том числе для детей. Участвовал в раскопках, которыми руководила его супруга Э.Шноре в окрестностях Лудзы (Шелупинка, Будянка, Кивты), обследовал берега Большого Лудзенского озера. Перевёл на русский язык монографии «Могильник в Нукше» («Nukšu kapulauks», 1957) и «Асотское городище» ("Asotes pilskalns, 1961). Одновременно работал над актуальными вопросами археологии: хозяйственной истории, терминологии, созданием археологической карты, описанием археологических находок и картографированием. Его также заботил вопрос сохранности археологических памятников.
В 1960 году Верховный суд Латвийской ССР снял с Р.Шноре судимость.
Рауль Шноре скончался 24 февраля 1962 года в Риге. Похоронен на I Лесном кладбище.
Р. Шноре был реабилитирован 31 января 1995 года.

## Награды
- Первая почётная премия Латвийского университета (1929, за работу «Латышский орнамент Железного века» («Dzelzs laikmeta latviešu ornaments»)) ,
- Премия Кр. Барона (1931, 1937, за работы par darbiem «Иголки латышских украшений Железного века» («Dzelzs laikmeta latviešu rotas adatas») и «Находки древних монет в Латвии» («Seno monētu atradumi»)),
- Орден Трех звёзд.

## Труды
- Dzelzs laikmeta latviešu rotas adatas.  / Иголки латышских украшений железного века. // Latvijas aizvēstures materiāli. I. Rīga, 1930, 39.-95., 97.-108.lpp., I-XXXI tab.
- Rauls Šnore. Agrais un vidējais dzelzs laikmets: (1.—8. g.s. pēc Kr.) / Ранний и средний железный век: (1-8 вв. н.э.). // Рига: 1936 - 63 стр.
- Izrakumi Doles pag. Klaņģu pilskalnā / Раскопки на городище Кланги Долеской волости. // Senatne un Māksla.1936.1. 57.-69.lpp.
- Francis Balodis, Rauls Šnore. Latviešu kultūra senatnē. / Латышская культура в древности. // Rīga: Pieminekļu valde, 1936 (соавтор и редактор).
- Izrakumi Salenieku „Kara kapos” Makašānu pagastā. / Раскопки на воинском могильнике в Макашанской волости. // Senatne un Māksla. 1936.2., 25.-46.lpp.
- Latvijas aizvēstures kartes. / Карты доисторической Латвии. // Latvijas Universitātes Raksti. 1.sēj. Filoloģijas un Filozofijas fakultātes sērija.1936.
- Senā Rīgas nauda (Rīgas virsbīskapijas monētas). / Древние деньги Риги (Монеты Рижского архиепископства) // Senatne un Māksla. 1936. 3., 77.-86.lpp.
- 11.gs. sudraba depozīts Salgales Rijniekos. / Серебряный депозит 11 века в Рийниеках Салгальской волости. // Senatne un Māksla. 1936. 4., 119.-126. lpp.
- Seno monētu atradumi Latvijā. /  Находки древних монет в Латвии. // Vēstures atziņas un tēlojumi. / Rīga, 1937. 27.- 44.lpp.
- Rauls Šnore. Latviešu dziesmu svētku izstāde  / Выставка Праздника песни). 1938. - 46 с.
- Koka senlietu atradumi Rīgā. /  Древние деревянные находки в Риге. // Tautas vēsturei. / Rīga, 1938. 111.-114.lpp.
- Trešais kapu uzkalniņš 2.-6.gs. kapu laukā Īles Gailīšos. / Третий могильный курган II-VI веков в Гайлиши Илеской волости. // Senatne un Māksla.1938.3., 59.- 81.lpp.
- Cirmas ezera krastā. / На берегу озера Цирма. Научно-популярная статья для детей с рисунками С.Элере. // Bērnība, Nr.1 и Nr.2 (01.01.1958, 01.02.1958)[10]